# Caño de Aguas Prietas

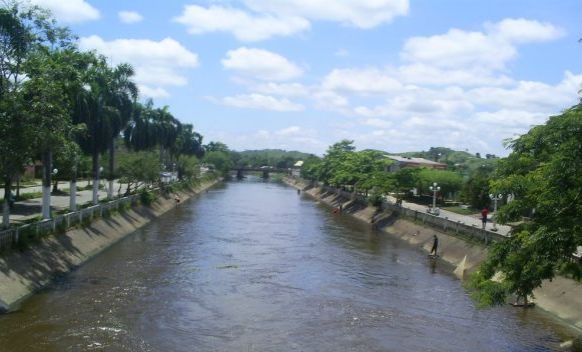
El caño de Aguasprietas.

El caño de Aguas Prietas es un curso de agua que atraviesa el término municipal de Ciénaga de Oro de sureste a norte, en Colombia. 

## Antiguos nombres
Antiguamente se llamaba Caño de Martínez, porque recogía el agua del río Martínez (Cereté). Después se llamó Floral, y finalmente Caño de Aguas Prietas. Fue un brazo del río Sinú, de los tantos que ha tenido en el curso de los años. 

## Curso
Hoy el caño cruza el casco urbano de sur a norte. Este tiene su cuenca hidrográfica en El Cerrito, en el barrio de La Granja de Montería, en El Reformatorio y en la serranía de San Carlos, amplia zona del Sinú Medio, pasa por Ciénaga de Oro, y ya un poco lento vierte sus aguas en la Ciénaga Grande para luego volverse a encontrar con el río Sinú en la ciudad de Lorica.
- Datos: Q5759615